# Bernhard I. (Anhalt-Bernburg)

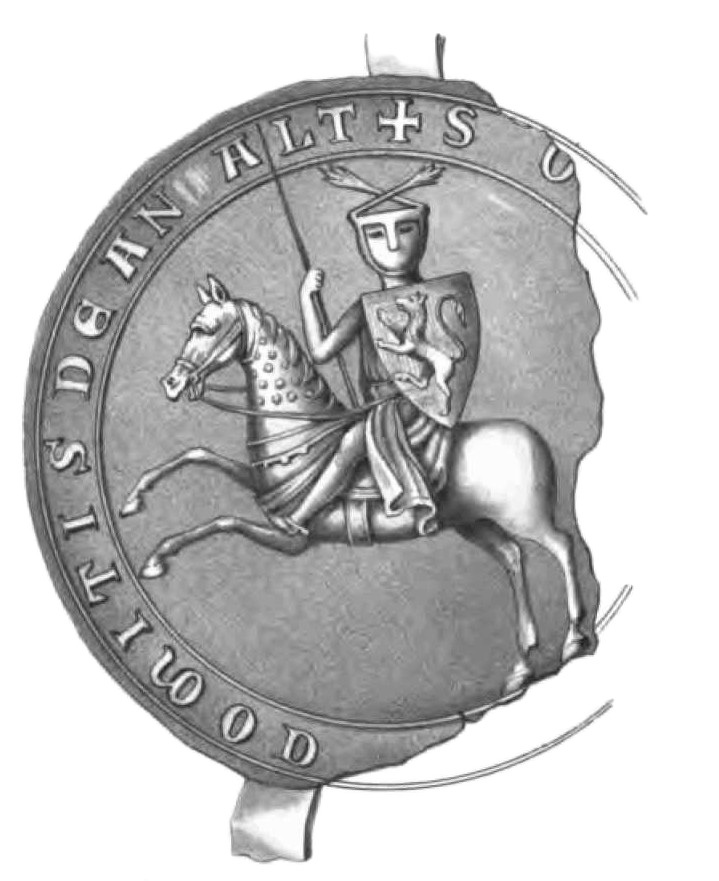
Siegel Bernhards I. von Anhalt

Bernhard I., Fürst von Anhalt-Bernburg (* 1218; † 1287) war ein regierender anhaltischer Landesfürst aus dem Geschlecht der Askanier.

## Leben
Bernhard war der zweite Sohn des Fürsten Heinrich von Anhalt und seiner Frau Irmgard, Tochter des Landgrafen Hermann von Thüringen.
Nach dem Tod seines Vaters 1252 teilten seine drei Söhne das Land unter sich auf. Bernhard erhielt Anhalt-Bernburg.

## Ehe und Nachkommen
Am 3. Februar 1258 heiratete Bernhard in Hamburg die Prinzessin Sophie (1240–1284), Tochter von Abel, König von Dänemark.
Der Ehe entstammten die folgenden Kinder:
- Johann I. († 5. Juni 1291) – Fürst von Anhalt-Bernburg (gemeinsam mit Bernhard II.)
- Albrecht I. von Anhalt († 14. September 1324) – Bischof von Halberstadt
- Bernhard II. (* um 1260, † nach 26. Dezember 1323) – Fürst von Anhalt-Bernburg
- Heinrich († 14. März 1324) – Prior des Dominikanerklosters St. Katharinen in Halberstadt
- Rudolph
- Sophie († nach dem 15. Mai 1322) – verheiratet mit Graf Dietrich II. von Honstein vor dem 28. Februar 1282